# مدرسة أشبال الشرطة (الجزائر)
مدرسة أشبال الشرطة تم إنشائها سنة 1974 بمدينة الصومعة بولاية البليدة وتعد أحد مراكز تكوين الشرطة الجزائرية منذ إنشائها وإلى غاية إغلاقها سنة 1988.
منذ 2012 بداء التفكير من جديد من قبل المديرية العامة للامن الوطني لإنشاء مدارس أشبال الشرطة خلال آفاق 2014  إلا أن أولويات جهاز الشرطة لم تمكن من ذلك في الموعد المحدد له.